# سایلنت هیل: پیام کوتاه
سایلنت هیل: پیام کوتاه (به انگلیسی: Silent Hill: The Short Message) یک بازی ویدئویی در سبک وحشت روان‌شناختی است که با همکاری کونامی دیجیتال انترتینمنت و هگزادرایو توسعه یافته و به‌وسیلهٔ کونامی منتشر شده است. این بازی در تاریخ ۳۱ ژانویه ۲۰۲۴، برای کنسول پلی‌استیشن ۵ به صورت رایگان معرفی و منتشر شد.
داستان بازی دربارهٔ دختر نوجوانی به نام آنیتا است که پس از دریافت پیامک‌های عجیبی از دوست مردهٔ خود مایا که خودکشی کرده، باید به دنبال چیزهایی باشد که به عنوان سرنخ در یک مجتمع آپارتمانی متروکه در آلمان به‌کار می‌روند، در حالی که گهگاه از هیولایی پوشیده از شکوفه‌های درخت گیلاس (بعدها به‌طور رسمی پس از یک نظرسنجی با عنوان «ساکورا هد» معرفی شد) فرار می‌کند که در لحظات خاصی او را تعقیب می‌کند و نمی‌تواند به او حمله کرد. بازی از دید اول شخص و بدون هرگونه درگیری انجام می‌شود. قلدری، تأثیرات رسانه‌های اجتماعی و خودکشی موضوعات اصلی بازی هستند.
پیام کوتاه با واکنش‌های ضد و نقیضی از سوی منتقدان همراه بود که جلوه‌های بصری، اتمسفر، درون‌مایه و عرضه رایگان بازی مورد تحسین قرار گرفت، اما منتقدان نسبت به روند بازی، دیالوگ‌ها و سکانس‌های تعقیب انتقاداتی داشتند.